# Engaeus disjuncticus
Engaeus disjuncticus é uma espécie de crustáceo da família Parastacidae. Ela é endémica da Austrália.